# Якуб Бартковський
Якуб Бартковський (пол. Jakub Bartkowski, нар. 7 листопада 1991, Лодзь, Польща) — польський футболіст, фланговий захисник клубу «Погонь».

## Ігрова кар'єра

### Клубна
Якуб Бартковський народився у місті Лодзь і починав грати у футбол у місцевій футбольній школі, де тривалий час грав на аматорському рівні. Згодом він перебрався до головної команди зі свого рідного міста - до «Відзева». В кінці 2013 року його контракт з клубом добіг кінця і сам Якуб не бажав продовжувати співпрацю з клубом. У квітні 2014 року він підписав новий контракт з клубом Першої ліги «Вігри».
Відігравши в команді три роки, Бартковський перейшов до краківської «Вісли», з якою підписав контракт на півтора року з можливістю продовження його дії.
У січні 2019 року футболіст як вільний агент перейшов до клуба «Погонь» з міста Щецин. У сезоні 2020/21 у складі клубу Барковський став бронзовим призером чемпіонату країни і таким чином ця медаль стала його першим трофеєм в кар'єрі. У квітні 2021 року футболіст продовжив контракт з клубом ще на два роки.

### Збірна
У 2012 році Якуб Бартковський зіграв одну гру у складі молодіжної збірної Польщі проти грецьких однолітків.

## Титули
Погонь
 Бронзовий призер чемпіонату Польщі: 2020/21